# Oecleus producta
Oecleus producta är en insektsart som beskrevs av Metcalf 1923. Oecleus producta ingår i släktet Oecleus och familjen kilstritar. Inga underarter finns listade i Catalogue of Life.